# Província de Soacha
La província de Soacha és una de les quinze províncies del departament de Cundinamarca, Colòmbia.
La legislació del país no proveeix a les províncies d'una estructura administrativa sòlida, sinó que els assigna la responsabilitat de focalitzar l'administració departamental cap a algunes regions relativament homogènies del seu territori. En aquest cas, la província de Soacha es caracteritza per ser el sector sud-oest de l'aglomeració urbana de Bogotà, per la qual cosa, encara que només està conformada pels municipis de Soacha i Sibaté, té la categoria de província, per les seves característiques especials.